# Giorgio Parisi
Pour les articles homonymes, voir Parisi.
Giorgio Parisi, né le 4 août 1948 à Rome, est un physicien et un universitaire italien qui enseigne dans quelques-unes des universités les plus prestigieuses en Europe et aux États-Unis.
Le Prix Nobel de physique, en 2021, lui est décerné « pour la découverte de l’interaction du désordre et des fluctuations dans les systèmes physiques, de l’échelle atomique à l’échelle planétaire ». Il reçoit ce prix conjointement avec Klaus Hasselmann et Syukuro Manabe (pour d'autres travaux). Pendant sa carrière académique, il  travaille principalement pour l'Université de Rome « La Sapienza ».

## Biographie
Giorgio Parisi est diplômé de l'université « La Sapienza » de Rome en 1970. Il est alors chercheur au Laboratoire National de Frascati de 1971 à 1981. Au cours de cette période, il travaille à l'Université Columbia (1973-1974), à l'Institut des Hautes Études Scientifiques (1976-1977) et à l'École normale supérieure de Paris (1977-1978).
Il devient professeur à « La Sapienza » en 1981. De 1981 à 1992, il enseigne la physique théorique à l'université de Rome « Tor Vergata ». Il est actuellement professeur de physique quantique et de physique statistique à « La Sapienza ».
Il reçoit le prix Antonio-Feltrinelli en physique de l'Académie des Lyncéens en 1986, la médaille Boltzmann en 1992, le prix Italgas en 1993, la médaille et le prix Dirac en 1999. En 1987, il devient membre correspondant de l'Académie des Lyncéens, puis membre permanent en 1992. Il est également correspondant étranger de l'Académie des sciences française depuis 1992.
En 1986, il dirige les Loeb Lectures à l'université Harvard, en 1987 les Fermi lectures à l'École normale supérieure de Pise et en 1993 les Celsius lectures à l'Université d'Uppsala.
Il a été membre de l'équipe de rédaction de nombreuses revues (Nuclear Physics Field Theory and Statistical Mechanics, Communications in Mathematical Physics, Journal of Statistical Mechanics, Europhysics Letters, International Journal of Physics, Il Nuovo Cimento, Networks, Journal de Physique, Physica A, Physical Review E), du comité scientifique de l'Institut des Hautes Études Scientifiques, de l'École normale supérieure de Paris (physique), de la Scuola Normale (Pise), de la Human Frontiers Science Program Organization et du comité scientifique de l'INFM et chef de la délégation italienne à l'IUPAP.

## Travaux
Giorgio Parisi a notamment travaillé sur la mécanique statistique des verres de spin et leurs modélisations comme les modèles d'Ising.
En 1979, il met en évidence des motifs récurrents dans des matériaux complexes désordonnés et développe des outils mathématiques pour les décrire. Son apport est aujourd’hui fondamental dans l'étude des systèmes complexes. « Il peut, par exemple, s’agir de comprendre les mouvements d’un banc de poissons ou le déplacement d’une colonie d’oiseaux à partir du comportement individuel de chacun de ces animaux ». Ses travaux ont un champ d'application extrêmement large, concernant des domaines aussi différents que la physique des particules, la biologie, les neurosciences, le deep learning ou les ordinateurs quantiques.

## Distinctions et décorations

### Distinctions
- Prix Antonio-Feltrinelli (1986)
- Médaille Boltzmann (1992)
- Prix Italgas (1993)
- Prix Dirac (1999)
- Prix spécial de la culture pour les sciences de la présidence du Conseil des ministres (2000)
- Prix Enrico Fermi (2002)
- Prix Dannie-Heineman de physique mathématique (2005)
- Prix Nonino (2005)
- Prix Galilée (2006)
- Prix Microsoft (2007)[5]
- Médaille Max-Planck (2010)
- Prix Vittorio De Sica (2011)
- Prix des trois physiciens (2011)
- High Energy and Particle Physics Prize (2015)
- Prix Lars-Onsager (2016)
- Prix Wolf de physique (2021)[6]
- Prix Nobel de physique (2021)[7]
- (15803) Parisi, astéroïde.

### Récompenses académiques
- Membre de l'Académie des Lyncéens (Italie)
- Membre de l'Académie des sciences (France)
- Membre de l'Académie nationale des sciences (États-Unis)
- Membre élu de l'Academia Europaea (Union européenne)
- Docteur honoris causa de l'Université d'Urbino « Carlo-Bo » (Italie)

### Décorations
- Grand-croix de l'ordre du Mérite de la République italienne[8] (2021 ; Commandeur en 2005[9])
- Médaille du mérite de la culture et de l'art (1998)[10]

## Publications principales
- (en) Spin glass theory and beyond (avec Marc Mézard et Miguel Angel Virasoro), Singapore, éd. World Scientific, 1987
- (en) Statistical Field Theory, New York, éd. Addison-Wesley Publishing Company, 1988
- (it) La chiave, la luce e l'ubriaco. Come si muove una ricerca scientifica, Roma, éd. Di Renzo Editore, 2006
- (en) Quantum Mechanics (avec Gennaro Auletta et Mauro Fortunato), Cambridge, éd. Cambridge University Press, 2009
- (en) Theory of Simple Glasses (avec Pierfrancesco Urbani et Francesco Zamponi), Cambridge, éd. Cambridge University Press, 2020